# Benjamin Buttons otroliga liv
Benjamin Buttons otroliga liv (originaltitel: The Curious Case of Benjamin Button) är en amerikansk film från 2008 i regi av David Fincher med bland andra Brad Pitt, Cate Blanchett, Julia Ormond och Taraji P. Henson i rollerna. Filmen bygger på en novell av F. Scott Fitzgerald och handlar om Benjamin Button som åldras baklänges. Filmen nominerades till tretton priser vid Oscarsgalan 2009 och vann tre stycken.

## Handling
Benjamin Button föds den 11 november 1918, samma dag första världskriget tar slut. Hans mor dör i barnsäng och hans far, en fabriksägare, lämnar honom på trappan till ett ålderdomshem. Benjamin liknar ett spädbarn till sinnet och till storleken, men hans kropp lider av en gammal människas åkommor som benskörhet och svaga ögon. Han växer upp i en rullstol men lär sig så småningom att gå och blir med åren allt mer vital. 
Under sin uppväxt lär han känna Daisy, ett barnbarn till en av de boende på ålderdomshemmet och han träffar även på sin far, som dock inte avslöjar deras relation. Vid sjutton års ålder lämnar Benjamin sin adoptivmor Queenie (Henson), ålderdoms- och tillika barndomshemmet och går till sjöss, till synes som en gammal man. 
Under en vistelse i Ryssland inleder han en affär med Elizabeth Abott (Swinton), en gift, engelsk kvinna, som fascinerar Benjamin med sina intressanta livshistorier. Relationen får ett abrupt slut i och med Pearl Harbor och USA:s involvering i andra världskriget. Benjamin går återigen till sjöss, nu på uppdrag av den US-amerikanska marinen. Vid andra världskrigets slut återvänder han till sin familj och återser nu också Daisy som vuxen kvinna (Blanchett), till vilken han skickat vykort under sina år till sjöss. Daisy blir besviken när Benjamin avböjer hennes inviter och återvänder till New York, där hon dansar balett på hög nivå. 
Benjamin far till New York för att se ett av Daisys framträdanden och bevittnar att hon nu förälskat sig i en annan man. Han reser därifrån och återser henne först i Paris, dit han reser efter att han fått ett telegram om att Daisy råkat ut för en bilolycka där. Förbittrad över sina skador och sin förgänglighet avvisar Daisy dock Benjamin, som nu inte längre ser ut som en gammal man. Hon ber honom att försvinna ur hennes liv, men återvänder till honom i New Orleans där han bor med sin mor på ålderdomshemmet. Av sin biologiske far säkras Benjamin profiten av den knappfabrik som lagt grunden till faderns förmögenhet och blir på så sätt finansiellt oberoende. Benjamin och Daisy flyttar in i en villa. Daisy öppnar en dansskola och konstaterar att de nu, i fyrtioårsåldern, har mötts på mitten. Daisy blir gravid och föder en flicka, vilket får Benjamin att bli orolig, då han vill att barnet skall ha en far som blir äldre och inte yngre med åren. Han lämnar Daisy och deras dotter för att sedan komma tillbaka till dansskolan, nu som en ung man. Daisy har gift om sig med en man som har övertagit rollen som den nu tolvåriga flickans far. Benjamin återfinns efter ytterligare en tid tillbaka på ålderdomshemmet. Han har nu skepnaden av en pojke, men lider av demens och tappar successivt förmågan att kommunicera. Daisy flyttar in på ålderdomshemmet och tar hand om Benjamin tills han, nu som spädbarn, dör.

## Rollista
| Brad Pitt              | – Benjamin Button    |
| Cate Blanchett         | – Daisy Fuller       |
| Taraji P. Henson       | – Queenie            |
| Julia Ormond           | – Caroline Fuller    |
| Jason Flemyng          | – Thomas Button      |
| Mahershalalhashbaz Ali | – Tizzy Weathers     |
| Jared Harris           | – kapten Mike Clark  |
| Elias Koteas           | – Monsieur Gateau    |
| Phyllis Somerville     | – farmor Fuller      |
| Elle Fanning           | – Daisy Fuller, 7    |
| Chandler Canterbury    | – Benjamin Button, 8 |
| Josh Stewart           | – Pleasant Curtis    |
| Tilda Swinton          | – Elizabeth Abbott   |

## Utmärkelser
| Priser och nomineringar    | Priser och nomineringar         | Priser och nomineringar                                       | Priser och nomineringar |
| Utmärkelse                 | Kategori                        | Mottagare                                                     | Resultat                |
| -------------------------- | ------------------------------- | ------------------------------------------------------------- | ----------------------- |
| Oscar (81:a)               | Bästa scenografi                | Donald Graham Burt och Victor J. Zolfo                        | Vann                    |
| Oscar (81:a)               | Bästa smink                     | Greg Cannom                                                   | Vann                    |
| Oscar (81:a)               | Bästa specialeffekter           | Eric Barba, Steve Preeg, Burt Dalton och Craig Barron         | Vann                    |
| Oscar (81:a)               | Bästa film                      | Kathleen Kennedy, Frank Marshall och Ceán Chaffin             | Nominerad               |
| Oscar (81:a)               | Bästa regi                      | David Fincher                                                 | Nominerad               |
| Oscar (81:a)               | Bästa manliga huvudroll         | Brad Pitt                                                     | Nominerad               |
| Oscar (81:a)               | Bästa kvinnliga biroll          | Taraji P. Henson                                              | Nominerad               |
| Oscar (81:a)               | Bästa manus efter förlaga       | Eric Roth och Robin Swicord                                   | Nominerad               |
| Oscar (81:a)               | Bästa filmmusik                 | Alexandre Desplat                                             | Nominerad               |
| Oscar (81:a)               | Bästa foto                      | Claudio Miranda                                               | Nominerad               |
| Oscar (81:a)               | Bästa ljud                      | David Parker, Michael Semanick, Ren Klyce och Mark Weingarten | Nominerad               |
| Oscar (81:a)               | Bästa kostym                    | Jacqueline West                                               | Nominerad               |
| Oscar (81:a)               | Bästa klippning                 | Kirk Baxter och Angus Wall                                    | Nominerad               |
| Golden Globe Awards (66:e) | Bästa film - drama              | Benjamin Buttons otroliga liv                                 | Nominerad               |
| Golden Globe Awards (66:e) | Bästa regi                      | David Fincher                                                 | Nominerad               |
| Golden Globe Awards (66:e) | Bästa manliga huvudroll - drama | Brad Pitt                                                     | Nominerad               |
| Golden Globe Awards (66:e) | Bästa manus                     | Eric Roth och Robin Swicord                                   | Nominerad               |
| Golden Globe Awards (66:e) | Bästa musik                     | Alexandre Desplat                                             | Nominerad               |